# Frankreichs Fußballer des Jahres
Der Französische Fußballer des Jahres („Joueur français de l’année“) wird seit 1965 unter Leitung der Fachzeitschrift France Football kalenderjährlich gewählt. Thierry Henry (fünfmal), Karim Benzema (viermal), Alain Giresse, Franck Ribéry und Kylian Mbappé (je dreimal) haben diese Auszeichnung am häufigsten gewinnen können.
Bis einschließlich 1995 waren nur Spieler französischer Staatsbürgerschaft, die in den Profiligen des Landes spielen, wählbar. Seither können auch in ausländischen Ligen spielende Franzosen gekürt werden – was überwiegend auch geschieht. Somit vollzog die Zeitung die Entwicklung nach, dass nur noch relativ wenige Spieler der Équipe tricolore für Vereine der heimischen Liga antreten.
Bis 2001 erfolgte die Wahl durch die Redakteure von France Football, heute setzt sich das Auswahlgremium stattdessen aus allen ehemaligen Preisträgern (siehe unten) zusammen; dazu kommt der Chefredakteur der Zeitschrift. Erstmals 2007 erhielten die Juroren von der Redaktion eine 25 Spieler umfassende Kandidatenliste, aus der sie ihre Wahl treffen mussten. Sie vergeben dabei neuerdings jeweils sechs (zuvor: fünf) Punkte für ihren Favoriten, vier für den ihrer Meinung nach zweit-, drei für den dritt-, zwei für den viert- und einen für den fünftbesten Spieler.
Dieser Titel ist nicht mit der Étoile d’Or („Goldener Stern“) zu verwechseln, die France Football ebenfalls, aber nach anderen Kriterien vergibt: Diese zweite, schon 1956/57 eingeführte Auszeichnung erhält derjenige Spieler in Frankreich, der in der Summe seiner Einzelbewertungen (heutzutage 0 bis 10 Sterne) an jedem Spieltag der Ligue 1 über die gesamte Saison betrachtet die beste Gesamtnote aufweist. Bei der Étoile d’Or wird seit der Saison 1992/93 zwischen Torhütern und Feldspielern differenziert.
Im Jahr 2023 wurde der Bewertungszeitraum für die Auszeichnung wieder vom Kalenderjahr auf die Fußballsaison umgestellt.

## Bisherige französische Fußballer des Jahres
Die Gewinner der Spielzeiten 1956/57 bis einschließlich 1963/64 sind eigentlich die Gewinner der Étoile d’or (s. o.). Die Zeitschrift zählt sie dennoch ebenfalls als französische Fußballer des Jahres und lässt sie – mit Ausnahme des allerersten Gewinners, weil der Niederländer war – über ihre Nachfolger mitstimmen.
- 2023/24: Kylian Mbappé
- 2022/23: Kylian Mbappé
- 2021: Karim Benzema
- 2020: Nicht vergeben
- 2019: Kylian Mbappé
- 2018: Kylian Mbappé
- 2017: N’Golo Kanté
- 2016: Antoine Griezmann
- 2015: Blaise Matuidi
- 2014: Karim Benzema
- 2013: Franck Ribéry
- 2012: Karim Benzema
- 2011: Karim Benzema
- 2010: Samir Nasri
- 2009: Yoann Gourcuff
- 2008: Franck Ribéry
- 2007: Franck Ribéry
- 2006: Thierry Henry
- 2005: Thierry Henry
- 2004: Thierry Henry
- 2003: Thierry Henry
- 2002: Zinédine Zidane
- 2001: Patrick Vieira
- 2000: Thierry Henry
- 1999: Sylvain Wiltord
- 1998: Zinédine Zidane
- 1997: Lilian Thuram
- 1996: Didier Deschamps
- 1995: Vincent Guérin
- 1994: Bernard Lama
- 1993: David Ginola
- 1992: Alain Roche
- 1991: Jean-Pierre Papin
- 1990: Laurent Blanc
- 1989: Jean-Pierre Papin
- 1988: Stéphane Paille
- 1987: Alain Giresse
- 1986: Manuel Amoros
- 1985: Luis Fernández
- 1984: Jean Tigana
- 1983: Alain Giresse
- 1982: Alain Giresse
- 1981: Maxime Bossis
- 1980: Jean-François Larios[3]
- 1979: Maxime Bossis
- 1978: Jean Petit
- 1977: Michel Platini
- 1976: Michel Platini
- 1975: Jean-Marc Guillou
- 1974: Georges Bereta
- 1973: Georges Bereta
- 1972: Marius Trésor
- 1971: Georges Carnus
- 1970: Georges Carnus
- 1969: Hervé Revelli
- 1968: Bernard Bosquier
- 1967: Bernard Bosquier
- 1966: Philippe Gondet
- 1965: Philippe Gondet
- 1963/64: Marcel Artelesa
- 1962/63: Yvon Douis
- 1961/62: André Lerond
- 1960/61: Mahi Khennane und Pierre Bernard
- 1959/60: Raymond Kopa
- 1958/59: Jules Sbroglia
- 1957/58: Maurice Lafont
- 1956/57: Kees Rijvers[4]

Spieler, die kursiv dargestellt sind, leben nicht mehr.

## Frankreichs Fußballer des 20. Jahrhunderts
Zum Ende des letzten Jahrhunderts ließ das Magazin Frankreichs Spieler des Jahrhunderts wählen.
|      | \| Rang \| Name \| Punkte \| \| ---- \| ----------------- \| ------ \| \| 1 \| Michel Platini \| 143 \| \| 2 \| Zinédine Zidane \| 121 \| \| 3 \| Raymond Kopa \| 88 \| \| 4 \| Laurent Blanc \| 28 \| \| 5 \| Just Fontaine \| 22 \| \| 6 \| Marius Trésor \| 17 \| \| 7 \| Alain Giresse \| 15 \| \| 8 \| Jean-Pierre Papin \| 12 \| \| 9 \| Didier Deschamps \| 9 \| \| 10 \| Eric Cantona \| 8 \| |        |
| Rang | Name | Punkte |
| 1    | Michel Platini | 143    |
| 2    | Zinédine Zidane | 121    |
| 3    | Raymond Kopa | 88     |
| 4    | Laurent Blanc | 28     |
| 5    | Just Fontaine | 22     |
| 6    | Marius Trésor | 17     |
| 7    | Alain Giresse | 15     |
| 8    | Jean-Pierre Papin | 12     |
| 9    | Didier Deschamps | 9      |
| 10   | Eric Cantona | 8      |